# Simulium freemani
Simulium freemani es una especie de insecto del género Simulium, familia Simuliidae, orden Diptera.
Fue descrita científicamente por Vargas y Najera, 1949.